# Jaciment arqueològic de Can Cusi
El Jaciment arqueològic de Can Cusi és un jaciment arqueològic de l'època romana que es troba al Masnou (el Maresme), inclòs a l'Inventari del Patrimoni Arqueològic i Paleontològic de Catalunya.

## Accés
S'accedeix a la zona per l'avinguda de Teodor Torres, i agafant aquesta cap a l'esquerra, on a pocs metres es localitza la segona entrada al complex. Actualment és una zona completament urbanitzada, i que engloba tota l'àrea compresa pels Laboratoris Cusí, actualment anomenats Alcon.

## Descripció
Es tracta d'un jaciment d'època romana situat a l'esquerra del torrent de Vallcirera, en una petita elevació al costat de la N-II, tocant al terme de Montgat.

## Història
La primera notícia sobre el jaciment prové de Josep Maria Cuyàs, l'any 1977, el qual fa referència a la troballa d'enterraments, fragments ceràmics indeterminats, àmfores, un magnífic mosaic policrom i un hipocaust pertanyent a uns banys. El mateix Cuyàs, però, temps enrere havia ubicat aquestes estructures a Can Ventura.
També esmenta que durant les tasques de construcció d'una piscina a la casa, aparegueren materials d'època romana -fragments d'àmfora i terrissa, estuc vermell, vidres, aplacats de marbre, Terra Sigil·lada i un vas de Campaniana A. Durant la realització de la Carta Arqueològica, el 1987, s'intentà corroborar aquesta notícia i l'encarregat del Museu dels laboratoris, que viu en una casa al costat, va desmentir que durant la construcció de la piscina s'hi trobés res.
Atesa la dubtosa ubicació original dels vestigis i la riquesa arqueològica de la zona, resulta problemàtic determinar-ne la ubicació exacta; és possible que les restes no corresponguin a una vil·la situada als Laboratoris Cusí sinó que provinguin dels establiments de Can Ventura o de Can Teixidó.
En el cas que les notícies responguessin a la realitat es pot establir que les estructures pertanyerien a la pars dominica (part residencial) d'una vil·la romana de començaments de la romanització, la qual subsistí com a mínim durant l'època altimperial (segle I-II dC), tal com demostren els materials esmentats.
A la prospecció efectuada el 2008, amb motiu de la revisió de la carta arqueològica del Maresme, no es va poder accedir al complex fabril, fet que no permet aportar més informació ni determinar l'estat de conservació de les restes, probablement destruïdes.